# 無題詩

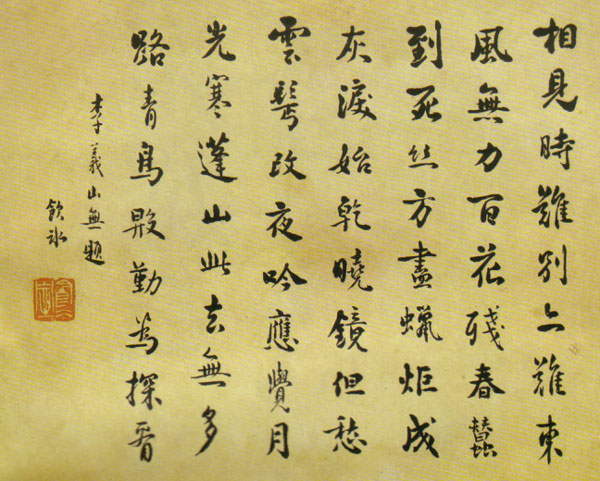
梁启超手书李商隐无题诗

無題詩是晚唐诗人李商隱写的一组诗歌。根据《李商隐诗歌集解》里所收诗歌的统计，基本可以确认诗人写作时即以《无题》命名的共有15首：
- 《无题》（八岁初照镜）
- 《无题》（照梁初有情）
- 《无题二首》（昨夜星辰；闻道阊门）
- 《无题四首》（来是空言；飒飒东南；含情春畹晚；何处哀筝）
- 《无题》（相见时难）
- 《无题》（紫府仙人）
- 《无题二首》（凤尾香罗；重帷深下）
- 《无题》（近知名阿侯）
- 《无题》（白道萦回）
- 《无题》（万里风波）

另有5首在目前通行的诗集中经常被标为“无题”的（五律“幽人不倦赏”、七绝“长眉画了”、“寿阳公主”、“待得郎来”、“户外重阴”），经冯浩、纪昀等人考订，认为多半是由于版本问题而产生的原题丢失情况，并非真正的无题诗。
有些研究者（如杨柳）认为李商隐诗集中部分有题目的诗也应该属于无题诗一类，理由是这些诗的题目往往是从诗的首句中取前几字为题（如《昨日》、《日射》等），或者诗题与内容本身毫无联系（如《为有》、《一片》等）。但如果以这样的标准来看，李商隐诗集中可以归入无题诗的就有近百首之多。所以此说并没有得到多数人的支持。
另一方面，许多人倾向于将《锦瑟》、《碧城三首》、《玉山》等诗与无题诗相提并论，认为它们在写法和意境有相似的地方，都是通过隐晦的笔触表现一种微妙复杂的感情。事实上，正是这种一言难尽的情形，使得无题诗吸引了众多的研究者，都试图对这些诗的真正含义作出解释。然而没有一个人的注解能够非常令人信服的阐明诗中的涵义。
冯浩在《玉溪生诗集笺注》总结了前人关于无题诗的笺注工作，从中可以看出诸家观点之大不同：“自来解无题诸诗者，或谓其皆属寓言，或谓其尽赋本事。各持偏见，互持莫决。余细读全集，乃至实有寄托者多，直做艳情者少，夹在不分，令人迷乱耳。”

## 锦瑟
对于此诗最早的资料大概是宋朝《许彦周诗话》中提出的。认为“锦瑟”是乐器，有四种声调。作者认为这首诗是李商隐听了令狐楚家妓弹奏锦瑟后写的。而且说诗中两联四句分别描写的是锦瑟的四种声调（适怨清和）。但是这种说法致命的弱点是瑟并没有四种声调，而且也无从得知李商隐是否听过令狐楚家妓弹奏锦瑟，因此许多人都不同意这种说法。但是王世贞却仍然认为“作适怨清和解，甚通。”但他也同时认为，李商隐的这种难于索解的诗，“不解则涉无谓，既解则意味都尽。”
对此诗的另外一种看法是，锦瑟是一个人名。《中山诗话》认为锦瑟是某个贵人的爱姬；《唐诗纪事》则认为就是令狐楚的妾。但是这些都是臆测，没有根据。
清朝的诗家基本上都认为这是一首悼亡诗，但是各家的理解又有所不同，何焯在《义山诗集》中说“此悼亡之诗也。首联借童女鼓五十弦之瑟而悲，帝不可止以发端，言悲思之情，有不可得止者；次联则悲其巨化为异物；腹联又悲其不能复起之九泉，曰‘思华年’，曰‘追忆’，旨趣晓然。”。钱锺书《冯注玉溪生诗集诠评》稱：“何焯因宋本《义山集》旧次，《锦瑟》冠首，解为'此义山自题其诗以开集首者'；视他说之瓜蔓牵引，风影比附者，最为省净。窃采其旨而疏通之。自题其诗，开宗明义，略同编集之自序。”汪师韩在《诗学纂闻》認為是借锦瑟以自伤。张采田《玉溪生年谱会笺》中认为是对李德裕的怀念。只有纪晓岚认为这是一首艳情诗，“始有所欢，中有所阻，故追忆之而作。”
钱锺书《谈艺录》谈论《锦瑟》采程湘衡之說：“程说殊有见，义门徒以宋本义山集旧次未必出作者手定，遂舍甜桃而觅醋李。”“余窃喜程说与鄙见有合，采其旨而终条理之也可。”“《锦瑟》之冠全集，倘非偶然，则略比自序之开宗明义，特勿同前篇之显言耳。”
此外《柳南随笔》称有宋刻本李商隐诗集，《锦瑟》是第一首，因此认为是作者“自题其集以开卷”，是李商隐自伤生平之作。这种说法为后来的一些学者所发挥。